# Anomala calpurnia
Anomala calpurnia är en skalbaggsart som beskrevs av Ohaus 1923. Anomala calpurnia ingår i släktet Anomala och familjen Rutelidae. Inga underarter finns listade i Catalogue of Life.